# Heliophobus calcatrippae
Heliophobus calcatrippae är en fjärilsart som beskrevs av C. F. Vieweg 1790. Heliophobus calcatrippae ingår i släktet Heliophobus och familjen nattflyn. Inga underarter finns listade i Catalogue of Life.